# Oneroa
Oneroa – osada na Wyspach Cooka (terytorium stowarzyszonego z Nową Zelandią), na wyspie Mangaia; 300 mieszkańców (2008). Trzecia co do wielkości miejscowość kraju.